# 기타군 (가가와현)

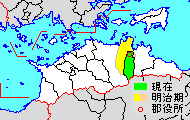
기타 군의 위치

기타군(일본어: 木田郡, きたぐん)은 일본 가가와현의 군이다.
인구 25,934명, 면적 75.78km², 인구밀도 342명/km².(2025년 3월 1일, 추계인구)
이하 1정으로 구성된다.
- 미키정(三木町)

## 역사
- 2006년 1월 10일 - 무레정·오지정이 다카마쓰시에 편입되었다.